# Shai Agassi
Pour les articles homonymes, voir Agassi.
Shai Agassi (né en 1968) est un entrepreneur israélien.

## Biographie
Diplômé du Technion, l'université de Haïfa en Israël, il fonda en 1992 la société TopTier Software, dont il assura la direction technique, puis en devint directeur général, jusqu'au rachat par SAP en 2001.
Au sein de SAP, Agassi assura divers postes à responsabilité, pour prendre en charge la stratégie produits globale de la société, notamment sur les produits SAP NetWeaver, SAP xApps, mySAP et SAP Business One, dont certains prennent leur origine dans les produits développés par TopTier Software. 
À la suite d'un désaccord avec la direction du groupe, Agassi a quitté SAP le 1er avril 2007.
Il fonde en octobre 2007 la société Better Place dont il a exercé les fonctions de PDG jusqu'au mois d'octobre 2012. Better Place vise à créer des réseaux de véhicules électriques, en s'appuyant sur un modèle d'affaires inspiré de celui des téléphones mobiles. Le 25 mai 2013, Better Place demande sa liquidation judiciaire.